# Nereu Moura
Nereu Alves de Moura  (São João, 6 de julho de 1959) é um político brasileiro filiado ao Movimento Democrático Brasileiro (MDB).

## Biografia
Filho de Cícero de Moura e Florisbela Alves de Moura e casado com Dirlei Spagnol de Moura e pai de três filhos: Anna Karoline Spagnol de Moura, Rafael Ciryllo Chiapetti Alves de Moura e Fernando Quevem Cardoso Moura. Iniciou os estudos na Escola Rural São José, em sua terra natal. Mais tarde transferiu-se para o Colégio Paulo Pimentel, na mesma cidade, hoje Colégio Estadual Tancredo Neves.
Oriundo de família ligada a agricultura, em 1972, com a mudança para Catanduvas, matriculou-se no Colégio Estadual Dom Manoel da Silveira D’Ellboux, onde estudou até a 7ª. série e em 1978, transferiu-se para Guarapuava, onde completou o ensino médio no Colégio Estadual Francisco Carneiro Martins;
Fixou residência em Curitiba no ano de 1981, onde além de trabalhar, estudou e concluiu o curso superior, na Faculdade Positivo. Teve como primeiro emprego a função de professor na Escola Rural da localidade de Santa Cruz, no município de Catanduvas.
Em 1977, publicou  seu primeiro livro, intitulado “Momentos que ficam”, composto de poemas e poesias e começou na vida política como presidente do CAEG - Centro de Atividades Estudantis de Guarapuava, órgão que congrega estudantes do 1º e 2º graus. Foi presidente do COERES - Conselho Estadual dos Representantes Estudantis do Paraná e membro da UPE (União Paranaense dos Estudantes) e UPES (União Paranaense dos Estudantes Secundaristas)
Foi membro fundador da Juventude do PMDB do Paraná e vice-Presidente do Diretório Regional do PMDB do Paraná, bem como, membro fundador da Câmara Júnior de Guarapuava. Assessorou o Deputado Nilso Romeo Sguarezi de 1981 a 1986 e o Deputado Mário Pereira de 1986 a 1993, inclusive na Secretaria de Administração e posteriormente na Secretaria de Estado dos Transportes.
Foi candidato a Deputado Estadual pelo PMDB em 1990, elegendo-se para uma cadeira na Assembléia Legislativa do Estado do Paraná. Assumiu em 4 de janeiro de 1993. Candidatou-se novamente nas eleições de 1994, elegendo-se com 35.619 votos. Em 1998, candidatou-se novamente reelegendo-se com 34.427 votos. Em 2002, conquistou 47.581 votos. Em 2006, obteve quase 90.000 votos e em 2010, foi reeleito com 83.034 votos.
Em fevereiro de 2003, foi eleito Secretário da Assembléia Legislativa do Estado do Paraná e em 2005 foi reeleito para o mesmo cargo.